# Len Schoormann
Len Adam Schoormann (Darmstadt, 25 luglio 2002) è un cestista tedesco.